# فروم (آرکانزاس)
فروم (به انگلیسی: Forum) یک منطقهٔ مسکونی در ایالات متحده آمریکا است که در شهرستان مدیسون، آرکانزاس واقع شده‌است. فروم ۴۱۹٫۷۱ متر بالاتر از سطح دریا واقع شده‌است.